# Gayniggers from Outer Space
Gayniggers from Outer Space ist ein 1992 erschienener Blaxploitation-Kurzfilm des dänischen Performancekünstlers Morten Lindberg (1965–2019). Der Film ist eine Parodie des Science-Fiction-Genres.

## Handlung
Der Film handelt von dem Raumschiff Ringmusculaturus II und seiner ausschließlich aus schwulen Schwarzen bestehenden Besatzung, die vom Planeten Anus kommend auf die Erde treffen und dort zu ihrem Entsetzen Frauen vorfinden. Vom Präsidenten der Föderation der intergalaktischen schwulen Planeten erhalten sie den Auftrag, auf die Erde zu beamen, um weitere Information über die Frauen zu sammeln.
Die Frauen erweisen sich als zudringliche, zickige und keifende Kreaturen, die für schlechte Stimmung sorgen und die Männer sogar zum Weinen bringen, so dass den Anusianern kein Ausweg bleibt als sie alle mit ihren Strahlenwaffen zu eliminieren. Die Erdenmänner sind ihnen dafür unendlich dankbar. Am Ende wird der Film, der als Schwarzweißfilm beginnt, wie der Film Das zauberhafte Land aus dem Jahr 1939, zum Farbfilm. Laut dem Filmregisseur Morten Lindberg dient dieser „dramatische Spezialeffekt“ dazu, „die Befreiung der Welt von den boshaften Frauen“ zu veranschaulichen. Die Anusianer lassen einen Botschafter auf der Erde zurück, der die Männer das richtige, schwule Leben lehren soll.

## Besatzung der Ringmusculaturus II
- ArmInAss, ein Absolvent der Gay Agent School, gespielt von Coco P. Dalbert
- Kapitän B. Dick, ein erfahrener und weiser Führer, gespielt von Sammy Saloman
- D. Ildo, Experte für Genmanipulation, gespielt von Gerald F. Hail. Ildo wird später Botschafter auf der Erde, nachdem sein Körper transformiert wurde. Der Botschafter wird gespielt von Johnny Conny Tony Thomas.
- Sergeant Shaved Balls, Techniker und langjähriger Mitarbeiter von Kapitän B. Dick, gespielt von Gbatokai Dakinah
- Herr Schwul, deutschsprechender Chefingenieur, gespielt von Konrad Fields

## Hintergrund
Morten Lindberg drehte den Film unter dem Pseudonym Master Fatman. Gayniggers from Outer Space wurde erstmals am 23. Februar 1993 am NatFilm Festival in Kopenhagen aufgeführt. Der Film wurde auch 2006 auf dem Stockholmer Schwulenfilmfestival (Stockholm queer filmfestival) gezeigt.
Vom Titel des Films leitet sich der Name der Internet-Aktivisten-Gruppe Gay Nigger Association of America ab. Neuzugänge der Gruppe sollten sich zuerst diesen Film anschauen.